# Boursorama
Boursorama est une société française dont les activités se partagent principalement entre l'animation du portail d'information Boursorama.com et l'activité de banque en ligne avec BoursoBank (ex-Boursorama Banque). La Société générale est actionnaire de la totalité du capital de Boursorama.
Le site Boursorama.com est, depuis sa création, le leader français de l'information boursière en ligne, s'adressant aussi bien aux investisseurs particuliers qu'aux professionnels. D'abord spécialisé dans cette activité, Boursorama.com s'est ensuite diversifié dans l'information politique et généraliste à dominante économique.
À la suite de plusieurs rachats et fusions, notamment avec Fimatex en 2002, Boursorama s'est également diversifié dans le courtage et la banque en ligne, aboutissant à la création de l'actuelle BoursoBank.

## Histoire

### 1998-2003: création et fusion avec Fimatex
À l'origine, Boursorama est créé en 1998 par Patrice Legrand et Stéphane Mathieu à Nancy, et appartient juridiquement à Finance Net, une startup lancée deux ans plus tôt par les mêmes cofondateurs. L'objectif de Boursorama est alors de « créer un site incluant tous les cours de bourse, fiable, efficace et rapide ». Alors que les startups Internet fleurissent à cette époque de bulle, les fondateurs de Boursorama cherchent immédiatement la rentabilité financière et l'obtiennent, résistant à la consolidation du secteur des technologies, médias et télécoms (TMT) au début des années 2000. Boursorama acquiert sans tarder une image de pionnier français de l'information boursière en ligne.
En janvier 2002, Finance Net crée une filiale spécialisée dans le courtage en ligne, Boursotrading. Deux mois plus tard, Finance Net signe un protocole d'accord avec Fimatex, au terme duquel Fimatex acquiert l'ensemble de Finance Net, et devient ainsi propriétaire du portail d'information Boursorama.com. Fimatex, créé en 1995 et détenu par la Société générale, était un acteur du courtage en ligne ayant fait ses débuts sur Minitel. Ce rapprochement crée le leader français de la finance en ligne, le groupe proposant une offre mêlant informations financières et épargne en ligne. Fimatex, cotée en bourse depuis 2000, devient Fimatex-Boursorama.
En décembre 2002, Fimatex-Boursorama annonce le rachat du courtier en ligne Selftrade, l'un des principaux concurrents en France, créé par Charles Beigbeder en 1997. L'acquisition sera finalisée au cours de l'année 2003. À la même époque, le groupe Fimatex-Boursorama change de dénomination sociale et devient Boursorama, l'activité d'épargne en ligne du groupe prenant le nom de « Boursorama Invest » à cette occasion.

### 2005-2014: développement international
En février 2005, Boursorama acquiert la société de gestion allemande Veritas. En août, elle acquiert le courtier en ligne Squaregain (ex Comdirect UK), ce qui fait alors de Boursorama le numéro deux du courtage en ligne en Grande-Bretagne. En décembre, Boursorama Invest devient Boursorama Banque. Ce changement d'identité s'accompagne de la possibilité d'ouvrir désormais un compte courant auquel peut être associée une carte bancaire Visa.
En 2006, Boursorama rachète CaixaBank France, permettant au groupe de disposer d'un petit réseau d'agences bancaires en France,. CaixaBank devient également à cette occasion actionnaire de 20 % du capital de Boursorama. La même année, Boursorama réorganise ses activités au Royaume-Uni et se sépare de la partie B2B de Squaregain.
Début 2008, Boursorama annonce la création d’une banque en ligne en Espagne, en collaboration avec La Caixa, et lance en Allemagne le site web Onvista-bank.de qui remplace Fimatex.de. Deux mois plus tard, toujours en Allemagne, Boursorama revend le gestionnaire d'actifs Veritas. En février 2009, Boursorama crée la banque en ligne Self Bank en Espagne en partenariat avec La Caixa. En août 2010, Boursorama poursuit son développement en Allemagne avec l'acquisition du portefeuille de clients allemands du courtier en ligne suédois Nordnet par OnVista Bank. En mai 2014, Boursorama recentre ses activités sur l'Europe continentale et vend sa filiale Selftrade au Royaume-Uni.

### 2014-2023: OPA et développement accru en France
En juin 2014, la Société générale lance une OPA sur Boursorama. La cotation de l'action Boursorama est alors suspendue, puis une offre publique de retrait est réalisée par l'acquéreur, faisant sortir Boursorama de la cote d'Euronext. Au terme de l'opération, la Société générale détient 79,5 % du capital de Boursorama, alors que CaixaBank en détient 20,5 %. En mars 2015, Boursorama acquiert la fintech française Fiduceo dans le cadre du développement de ses activités de banque en ligne.
En juin 2015, la Société générale termine l'acquisition de Boursorama en rachetant la part détenue par CaixaBank pour 218 millions d'euros, valorisant alors Boursorama à environ un milliard d'euros lors de son passage en tant que filiale exclusive de la Société générale.
Dans l'optique d'un recentrage des activités de Boursorama en France, la Société générale annonce en juin 2018 la vente de Self Bank, filiale espagnole de Boursorama, au fonds d'investissement américain Warburg Pincus.
La banque a 5 millions de clients en juillet 2023 apportant 70 milliards d'encours (dépôts et crédits), ce qui représente une moyenne de 14 000 euros d'encours par client. Selon l'entreprise, la moitié l'utilisent comme banque principale. Elle dégage un résultat net de 47 millions d'euros au second trimestre.

### 2023-présent: changement de nom
Le 2 octobre 2023, Boursorama Banque devient BoursoBank.
En février 2024, à l'approche des élections européennes de 2024, Boursorama a invité Marion Maréchal à présenter son programme sur le portail d'information de la banque. Plusieurs commentaires dénoncent cette mise en avant et appellent au boycott de la banque.

## Activités

### Banque en ligne

#### Lancement et produits
En 2005-2006, le groupe lance Boursorama Banque. L'établissement dispose au départ d'un réseau de 55 agences physiques en France héritées de CaixaBank France, mais les ferme progressivement pour suivre le modèle de la banque en ligne à l'instar des concurrents français que sont notamment Fortuneo ou ING. Boursorama Banque bascule vers un modèle de banque 100 % en ligne en 2013 avec la fermeture de ses dernières agences physiques.
Dès son lancement, Boursorama Banque se distingue par une gamme étoffée de services bancaires, comprenant notamment l'assurance-vie, le crédit immobilier et une gamme de produits d'épargne réglementés comprenant le livret A, le PEL ou encore le codevi.
Boursorama Banque axe sa communication marketing sur la faiblesse des frais bancaires facturés à ses clients. Dès sa création, l'établissement propose à ses clients les plus actifs de disposer d'une carte bancaire gratuite Visa. Plus tard, cet élément devient un axe majeur de la communication de Boursorama Banque, la carte bancaire devenant gratuite pour tous ses clients, sous condition de revenus réguliers. En 2015, Boursorama organise une campagne publicitaire autour du fait qu'elle est « la banque la moins chère » de France pour la septième année consécutive selon le classement d'une étude publiée par Le Monde. Fin 2015 et début 2016, la presse économique souligne que les banques en ligne n'appliquent aucuns frais de tenue de compte alors que la plupart des banques de réseau augmentent alors leurs conditions tarifaires, profitant à la communication marketing de l'ensemble des banques en ligne françaises.
L'établissement requiert, pour une ouverture de compte, que le souscripteur puisse justifier d'au moins 1 000 euros de revenus nets mensuels, de manière à obtenir l'accès à une carte bancaire. Ce fonctionnement élimine a priori la clientèle à bas revenus (étudiants, chômeurs, bénéficiaires de l'AAH ou du RSA). Néanmoins, celle-ci a été visée de décembre 2015 à août 2016 avec la mise en place d'un partenariat entre Boursorama Banque et la société de covoiturage BlaBlaCar, de manière que les membres de BlaBlaCar puissent ouvrir un compte chez Boursorama Banque sans conditions de ressources.
BoursoBank, la banque en ligne du groupe, a atteint près de 7,6 millions de clients à la fin mars 2025.

### Portail Internet

#### Diffusion d'actualités
Le portail Internet Boursorama.com diffuse des actualités à dominante économique, en fonctionnant comme un agrégateur de contenus. Une large majorité d'articles de presse disponibles sur le site provient de fournisseurs externes, dont les articles sont rediffusés de manière automatisée par Boursorama. Parmi ces fournisseurs de contenus se trouvent notamment l'AFP et l'agence Reuters. Boursorama dispose également d'un partenariat avec l'AFP pour que cette dernière produise des articles diffusés exclusivement sur le portail Boursorama.com. La diffusion gratuite des articles est principalement rémunérée par les revenus publicitaires[source secondaire nécessaire].
Le site comporte également une part de contenu propre (réalisé « en interne »), avec notamment une rédaction interne de petite taille ainsi que la réalisation de contenus vidéos[source secondaire nécessaire]. 
Au fil des années, Boursorama.com a élargi le spectre de ses actualités, avec le développement d'une rubrique politique puis d'une rubrique d'actualités françaises généralistes. Par sa nature d'agrégateur de contenus externes, Boursorama.com est politiquement neutre, tout en étant associé à un lectorat se reconnaissant a priori dans les idées libérales, du fait du traitement intensif de l'actualité des marchés financiers[source secondaire nécessaire].
Du fait de ces activités, Boursorama.com s'affiche comme un concurrent de la presse économique traditionnelle, dont font notamment partie Les Échos ou La Tribune. De manière plus générale, le portail Boursorama se développe sur un modèle proche de celui du site américain Bloomberg, alliant la diffusion des actualités économiques et des cotations boursières.

#### Diffusion des cours de bourse
La diffusion des cours de bourse tient une place centrale au sein du portail d'information de Boursorama, étant à l'origine du nom de la société. Boursorama diffuse un éventail de cotations boursières[source secondaire nécessaire].

#### Forums
Le développement des forums était l'un des objectifs premiers des fondateurs du site. Patrice Legrand expliquait ainsi au début des années 2000 : « les forums, c'était notre idée fondatrice et tous les outils que l'on s'est évertué à développer par la suite devaient servir cette communauté pour la rendre plus fidèle ».

### Courtage en ligne
S'additionnant à la diffusion des cotations boursières, Boursorama propose également un service de courtage en ligne, qui correspond à l'activité héritée de Fimatex. Le courtage en ligne permet aux clients de Boursorama de passer des ordres d'achats et de ventes de titres sur les marchés financiers.
Boursorama a mis un terme à ses activités de courtage au Royaume-Uni en 2014, ainsi qu'en Espagne et en Allemagne en 2018[source secondaire souhaitée].

## Controverses
Le 30 août 2023, une enquête du journal Next INpact révèle que depuis juin 2022, l'entreprise demandait à sa clientèle ses identifiants et mots de passe pour accéder à leur compte du site gouvernemental des impôts. Cette demande était effectuée en particulier pour la clientèle qui ne domiciliait pas ses revenus chez elle et demandait un prêt à la consommation afin d'accélérer la procédure et ne pas avoir à vérifier l'authenticité des documents fournis. L'entreprise admet avoir reçu une mise en demeure de la Commission nationale de l'informatique et des libertés en août et prévoit de s'y conformer,.